# Albi Albertsson
Albi Albertsson (* 22. Juni 1987 als Albert S. Gottschewski), auch bekannt unter seinem Produzentennamen MUSSASHI, ist ein deutsch-japanischer Songwriter, Komponist, Musikproduzent und Gründer des Musikverlages MUSSASHI Publishing. Er produzierte unter anderem für Top Acts wie KAT-TUN, Arashi, J Soul Brothers III, E-Girls, EXO, Girls Generation, SHINee und VIXX und gehört mit über 25 Nummer-1-Platzierungen und über 6,5 Millionen verkauften Tonträgern zu den kommerziell erfolgreichsten aktiven J-Pop- und K-Pop-Songwritern und -Produzenten.

## Biografie
Albertsson wuchs in Deutschland, Japan und in den USA auf. Er spielt mehrere Instrumente, darunter Geige, Klavier und Gitarre, und war Mitglied diverser Bands. Er ist ein Sohn von Hermann Gottschewski.

## Musikalische Karriere
2010 begann Albertsson ein Tonmeister-Studium an der Universität der Künste, das er schon nach dem ersten Semester abbrach. Während dieser Zeit komponierte und produzierte Albertsson bereits Werke für deutsche und europäische Künstler, unter anderem für Haudegen, Max Mutzke und Kitty Kat. Er war drei Jahre lang bei BMG Rights Management unter Vertrag. Seit 2011 schreibt und produziert er Musik für namhafte asiatische Künstler und wurde dafür mehrfach mit Platin, Gold und Diamant ausgezeichnet.
Sein Werk “PARTY” von Girls Generation wurde am 12. Juli 2015 von dem US-Magazin Vanity Fair als “Best Song Of The Week” angepriesen.
2013 gründete Albertsson den Musikverlag MUSSASHI Publishing in Berlin, welcher sich hauptsächlich auf den asiatischen Musikmarkt konzentriert.

## Liste der Werke
| Künstler                    | Titel |
| --------------------------- | --- |
| Ava Rocks                   | - Heart On The Dancefloor |
| Arashi                      | - Face Down |
| After School                | - Ms. Independent (Dress to Kill) |
| Boyfriend                   | - Dark Carnival (My Avatar) |
| Cassey Doreen               | - Girls Just Want To Have Fun |
| Chris Hart                  | - Start Line (Song For You) |
| CROSS GENE                  | - Miracle (Love&Peace/sHi-tai!) - Sky High |
| Dante Thomas                | - Caught In The Middle |
| Da-iCE                      | - Up To The Stars (EVERY SEASON) |
| DEEP                        | - Have A Nice Day |
| Domoto Koichi               | - Deepness |
| Dream                       | - Unbelievable (Darling) |
| E-Girls                     | - A S A P (Colorful Pop) - Diamond Only (Colorful Pop) |
| Eisbrecher                  | - Tanz Mit Mir (Die Hölle Muss Warten) - In Meinem Raum (Die Hölle Muss Warten) |
| EXO                         | - EXODUS (EXODUS) - Hurt (EXODUS) - Machine (MAMA) - Two Moons (MAMA) |
| Froidz                      | - Outta Love (Because Of You) |
| Fudanjuku                   | - Moshimo Korega Koinara |
| G&G                         | - Beautiful Day |
| Girls Generation            | - Divine (The Best) - Indestructible (The Best) - PARTY (Lion Heart) |
| Girls Generation-TTS        | - Eyes (Holler) |
| Glamrock Brothers           | - Dancin' Tonight |
| Glasperlenspiel             | - Moment |
| Happiness                   | - EIEN (Sunshine Dream) - Juicy Love |
| Haudegen                    | - Alles Gute Von Dieser Welt (Schlicht & Ergreifend) - Alles Oder Nichts (En Garde) - Ein Mann Ein Wort - Flügel & Schwert - Freund Oder Feind (Haudegen EP) - Geh In Das Licht (Schlicht & Ergreifend) - Großvater Sagt - Halte Durch (Haudegen EP) - Hand Aufs Herz (Feuer Und Flamme) - Haus Aus Glas (En Garde) - Hölle (En Garde) - So Fühlt Sich Leben An (Schlicht & Ergreifend) - Stadt Voller Helden (Haudegen EP) - Wir Gegen Den Rest (Haudegen EP) - Wir Rufen Was Ins Leben - Zu Hause - Zwei Für Alle (En Garde) |
| HOEN                        | - Find My Way |
| HOTSHOT                     | - I'm A Hotshot (I'm A Hotshot) |
| Houserockerz                | - Herzrasen - Testosteron |
| Ill Skillz ft. Thomas Azier | - Gold Streams (Nectar & Ambrosia) |
| Jamatami                    | - Dance Under The Moonlight |
| Jens O. vs. Ti-Mo           | - The Power Of Love |
| J Soul Brothers III         | - Mugen Road (HIGH&LOW Original Best) - SPARK |
| KAT-TUN                     | - Feathers (Tragedy) - Kirarito (Kiss Kiss Kiss) - Lock On (Chain) - Soldier (Chain) - Spirit (To The Limit) |
| Kindervater                 | - Turn Back Time |
| Kitty Kat                   | - Hey Madame (Pink Mafia) - Kinder Dieser Welt (Pink Mafia) |
| Kumi Koda                   | - Winner Girls (Bon Voyage) |
| LaVive                      | - WinX Club, das magische Abenteuer |
| Maeckes                     | - Endlich Reform (Albertsson Remix) |
| Max Mutzke                  | - High On Your Love |
| Maybebop                    | - Was Ist Mit Der Liebe? (Weniger Sind Mehr) |
| Michael Mind                | - Feel Your Body - Feel Your Body (Bodybangers/Rockstroh Remix) |
| Misia                       | - Aio Shiru Sekai (New Morning) |
| Moonbootica                 | - 25th Century Man (Our Disco Is Louder Than Yours) |
| Nick Howard                 | - If I Told You |
| Picco                       | - Venga |
| Rocco                       | - Everytime |
| ROMEO                       | - Target |
| SHINee                      | - Black Hole (Odd) - Lucky Star |
| Show Luo                    | - Bounce (The Show) - Tarantula (The Show) |
| Spencer&Hill ft. Ari        | - Surrender |
| TVXQ                        | - Beside (Tense) |
| VIXX                        | - B.O.D.Y. (Voodoo) - Beautiful Killer (Voodoo) - On And On - Time Machine (Error) - Chained Up (Chained Up) - MAZE (Chained Up) |
| w-inds                      | - Say So Long (Sometimes I Cry~) |
| ZE:A                        | - Phoenix |

## Auszeichnungen
| Jahr | Auszeichnung            | Kategorie                   | Titel                             | Ergebnis | Referenz |
| ---- | ----------------------- | --------------------------- | --------------------------------- | -------- | -------- |
| 2015 | Japan Gold Disc Awards  | Album Of The Year           | The Best (Girls Generation)       | Gewonnen | [ 4 ]    |
| 2015 | Japan Gold Disc Awards  | Song Of The Year (Download) | Indestructible (Girls Generation) | Gewonnen | [ 4 ]    |
| 2015 | Japan Gold Disc Awards  | Best Music Video            | SPARK (J Soul Brothers III)       | Gewonnen | [ 4 ]    |
| 2015 | MelOn Music Awards      | Album Of The Year           | EXODUS (EXO)                      | Gewonnen | [ 5 ]    |
| 2015 | Mnet Asian Music Awards | Album Of The Year           | EXODUS (EXO)                      | Gewonnen | [ 6 ]    |